# 中野町 (横浜市)
中野町（なかのちょう）は、横浜市栄区の町名。丁番を持たない単独町名である。住居表示未実施
。

## 地理
栄区の中部に位置し、㹨川と県道原宿六浦線が東西に通る。県道沿いに本郷小学校があり、いたち川の南側は1966年に本郷富士見ヶ丘団地として開発された。町北部の、鍛冶ケ谷にまたがる丘陵地には本郷ふじやま公園があり、古民家が移築・保存されている。町内に鉄道は通っておらず、大船駅・港南台駅・金沢八景駅から路線バスを利用する。

### 地価
住宅地の地価は、2025年（令和7年）1月1日の公示地価によれば、中野町字稲荷1075番38の地点で15万2000円/m²となっている。

## 歴史

### 沿革
かつての鎌倉郡中野村で、1889年（明治22年）に鍛冶ケ谷・公田・上野・小菅ケ谷・笠間・桂の各村と合併して本郷村大字中野となった。中野村の村名の由来は、本郷六か村（中野・鍛冶ケ谷・公田・上野・小菅ケ谷・笠間）の中心にあったことから中之村と呼ばれ、中野に転訛したといわれる。1939年（昭和14年）4月1日に横浜市戸塚区に編入され、戸塚区中野町が新設された。1973年に元大橋と若竹町が中野町の一部と隣接する鍛冶ケ谷町・上郷町の一部から分離・新設された。1986年に、分区により栄区中野町となる。1995年から1998年にかけて小菅ケ谷・鍛冶ケ谷・柏陽・桂台北・桂台西が中野町の一部から分離した。

## 世帯数と人口
2025年（令和7年）6月30日現在（横浜市発表）の世帯数と人口は以下の通りである。
| 町丁   | 世帯数  | 人口    |
| ------ | ------- | ------- |
| 中野町 | 889世帯 | 1,936人 |

### 人口の変遷
国勢調査による人口の推移。
| 年                 | 人口  |
| ------------------ | ----- |
| 1995年（平成7年）  | 3,318 |
| 2000年（平成12年） | 1,668 |
| 2005年（平成17年） | 1,983 |
| 2010年（平成22年） | 1,962 |
| 2015年（平成27年） | 1,990 |
| 2020年（令和2年）  | 2,113 |

### 世帯数の変遷
国勢調査による世帯数の推移。
| 年                 | 世帯数 |
| ------------------ | ------ |
| 1995年（平成7年）  | 1,144  |
| 2000年（平成12年） | 638    |
| 2005年（平成17年） | 768    |
| 2010年（平成22年） | 777    |
| 2015年（平成27年） | 806    |
| 2020年（令和2年）  | 891    |

## 学区
市立小・中学校に通う場合、学区は以下の通りとなる（2024年11月時点）。
| 番地 | 小学校             | 中学校             |
| --- | ------------------ | ------------------ |
| 1079番地の1〜7・16〜19・50・51 1113番地の1〜7・19 1113番地の31〜34・60〜63 1113番地の77〜88                                              | 横浜市立桂台小学校 | 横浜市立桂台中学校 |
| 1109番地の1・5〜13・39 1110〜1111番地 | 横浜市立本郷小学校 | 横浜市立桂台中学校 |
| 1〜398番地、400番地の5〜8 400番地の14〜403番地 404番地の4〜1078番地 1079番地の41・42・46・52 1080〜1108番地、1112番地 1127〜1131番地まで | 横浜市立本郷小学校 | 横浜市立本郷中学校 |
| 399番地〜400番地の4 400番地の9〜13 404番地の1〜3                                                                                         | 横浜市立桜井小学校 | 横浜市立本郷中学校 |

## 事業所
2021年（令和3年）現在の経済センサス調査による事業所数と従業員数は以下の通りである。
| 町丁   | 事業所数 | 従業員数 |
| ------ | -------- | -------- |
| 中野町 | 37事業所 | 435人    |

### 事業者数の変遷
経済センサスによる事業所数の推移。
| 年                 | 事業者数 |
| ------------------ | -------- |
| 2016年（平成28年） | 40       |
| 2021年（令和3年）  | 37       |

### 従業員数の変遷
経済センサスによる従業員数の推移。
| 年                 | 従業員数 |
| ------------------ | -------- |
| 2016年（平成28年） | 385      |
| 2021年（令和3年）  | 435      |

## 施設
- 横浜市立本郷小学校

## その他

### 日本郵便
- 郵便番号 : 247-0015[3]（集配局：大船郵便局[18]）

### 警察
町内の警察の管轄区域は以下の通りである。
| 番・番地等 | 警察署   | 交番・駐在所 |
| ---------- | -------- | ------------ |
| 全域       | 栄警察署 | 元大橋交番   |